# BAP Capitán Quiñones (CL-83)
Fue un crucero ligero de la clase Fiji que prestó primero servicios en la armada británica como HMS Newfoundland (C-59), siendo vendido posteriormente al Perú donde fue rebautizado como BAP Almirante Grau (CL-81) siendo el segundo barco peruano en llamarse así, posteriormente en 1973 fue reemplazado por una unidad más moderna y nuevamente fue rebautizado como BAP Capitán Quiñones (CL-83). Fue dado de baja en 1979 y desguazado un año después.

## Historia

### Antecedentes
En 1958 el gobierno peruano decidió dar de baja a los viejos cruceros Almirante Grau y Coronel Bolognesi, luego de 51 años de servicio, por tal razón, y en un gran esfuerzo nacional, entre 1959 y 1960 se concretó la compra de dos cruceros británicos de la clase Fiji para reemplazarlos, los que fueron el HMS Terranova (C-59) y el HMS Ceilán (C-30) que luego fueron rebautizados como los nuevos Almirante Grau y Coronel Bolognesi, prestando importantes servicios a la armada hasta principios de los 80.

### Servicio Británico
El segundo BAP Almirante Grau había servido en la Marina Real británica bajo el nombre de HMS Terranova (C-59). Se inició su construcción el 9 de noviembre de 1939 en los astilleros de Swan Hunter and Wigham Richardson, en Wallsend on Tyne, siendo lanzado al mar en diciembre de 1941, completado en 1942 y puesto en servicio el 21 de enero de 1943, en la Marina Real Británica, llegó a participar en la Segunda Guerra Mundial y en el conflicto del Canal de Suez.

### Servicio Peruano
Fue vendido al Perú el 30 de diciembre de 1959 y arribó al puerto del Callao el 31 de enero de 1960 al mando de su primer Comandante el entonces Capitán de Navío Federico Salmón de la Jara. Esta unidad fue bautizado por la armada peruana como BAP Almirante Grau (CL-81) en honor al nombre del máximo héroe naval peruano Miguel Grau y fue asignado como nuevo buque insignia del Perú, ya como buque insignia de la flota, el barco participó en varios ejercicios, incluidas las maniobras multinacionales de UNITAS. En 1963, después de la creación del Servicio de Aviación Naval, el Almirante Grau comenzó a operar helicópteros Bell 47G.

### Reclasificación y renombramiento
Luego de 14 años de servicio, en 1973 fue cambiado de nombre pasando a llamarse a partir de ese entonces, B.A.P. Capitán Quiñonez (CL-83)  ya que su antiguo nombre se le fue dado a la recientemente adquirida unidad de construcción holandesa HNLMS De Ruyter que fue bautizado por el Perú como BAP Almirante Grau (CLM-81) quien además lo reemplazó como buque insignia.

### Fin
Ya como BAP Capitan Quiñones (CL-83) estuvo en servicio hasta 1979, ese año fue dado de baja y fue desguazado un año después en 1980.